# تپه کسب
تپه کسب مربوط به دوره اشکانیان - سده‌های اولیه و میانه دوران‌های تاریخی پس از اسلام است و در شهرستان ملایر، بخش جوکار، دهستان جوکار، روستای کسب واقع شده و این اثر در تاریخ ۷ اسفند ۱۳۸۶ با شمارهٔ ثبت ۲۱۶۴۷ به‌عنوان یکی از آثار ملی ایران به ثبت رسیده است.